# Chloroclydon rinodaria
Chloroclydon rinodaria là một loài bướm đêm trong họ Geometridae.